# Skjoldungesaga
Skjoldungesaga (Skjöldunga saga) er en islandsk saga om den danske æt Skjoldungerne. 
Sagaen er tabt, men Arngrímur Jónsson (1568–1648) har i Rerum Danicarum fragmenta oversat dele af den til latin, og dele er antaget bevarede i Den større saga om Olav Tryggvason (Óláfs saga Tryggvasonar en mesta, ca. 1300) og Þáttr af Ragnars sonum (Tåtten om ragnarssønnerne). Tekstfragmenter kendt som Sögubrot (der især omtaler kongerne Ivar Vidfadme, Harald Hildetand og Sigurd Ring) antages at være baseret på Skjöldunga saga, muligvis fra en senere version af sagaen.
Skjoldungerne var en æt af danske sagnkonger opkaldt efter stamfaderen Skjold, som var søn af Odin. Blandt de meste kendte fra Skjoldungeætten er Fred-Frode, som bliver omtalt i Grottasongr, krigerkongerne Helge og hans søn Rolf Krake, som omtales i Bjarkemål, og Harald Hildetand. Antagelig var Skjoldungerne historiske personer, men det, som bliver fortalt om dem i Skjöldunga saga, er sagn, ligesom i det angelsaksiske heltekvad Beowulf og  Gesta Danorum fra omkring 1208.
Karsten Friis-Jensen og Claus Lund har i 1984 "rekonstrueret" sagaen under titlen Skjoldungernes saga.